# Nelly Blumenthal
 (mai 2023).
Nelly Blumenthal (également nommée Nelly Charles-Blumenthal) est une graphiste et illustratrice de livres pour la jeunesse, née en 1968 à Nantua, dans l'Ain. 

## Biographie
Nelly Charles Blumenthal, née à Nantua, étudie à l’école des Arts Appliqués de Lyon. Elle exerce d'abord en tant que graphiste, puis   commence à écrire et dessiner pour la jeunesse en 2009. Elle anime également des ateliers d'arts plastiques.
Elle habite actuellement à Paris,.

## Publications
Elle a écrit et illustré une dizaine d'ouvrages, :

### Autrice
- 2013 :
  - Une animalerie, Éditions du Centre Pompidou.
  - Un abécédaire, Éditions du Centre Pompidou.

### Illustratrice de littérature jeunesse
- 2008 : Péronnille la chevalière, Marie Darrieussecq, Albin Michel Jeunesse  (ISBN 9782226189400)
- 2010 : Petit Malabar raconte la lune, la terre et le soleil, Jean Duprat, Albin Michel Jeunesse.
- 2011 : Petit Malabar raconte l'air, les mers et les volcans, Jean Duprat, Albin Michel Jeunesse.
- 2016 : Le Chien Croquette, Marie Darrieussecq, Albin Michel Jeunesse.  (ISBN 9782226392350)
- 2019 : 
  - Henri ne veut pas dire bonjour, Claudine Aubrun, Hatier jeunesse.
  - Henri ne veut pas s'habiller, Claudine Aubrun, Hatier jeunesse.
  - Henri n'a pas envie, Claudine Aubrun, Hatier jeunesse.
  - Henri n'a pas faim, Claudine Aubrun, Hatier jeunesse.
- 2020 : L'aventure du dégât des eaux, Marie Darrieussecq, Albin Michel Jeunesse.
- 2022 : Camélia, un conte de Marie Darrieussecq, Muséum national d'histoire naturelle.